# Владніку-де-Сус
Владніку-де-Сус (рум. Vladnicu de Sus) — село у повіті Вранча в Румунії. Входить до складу комуни Тенесоая.
Село розташоване на відстані 210 км на північний схід від Бухареста, 47 км на північ від Фокшан, 117 км на південь від Ясс, 92 км на північний захід від Галаца, 144 км на схід від Брашова.

## Населення
За даними перепису населення 2002 року у селі проживали 274 особи, усі — румуни. Усі жителі села рідною мовою назвали румунську.